# Folkart Towers
Las Folkart Towers son dos rascacielos gemelos situados en el distrito de Bayraklı de la ciudad turca de Esmirna. Con una altura de doscientos metros por encima del nivel del suelo, son los edificios más altos de Esmirna y, en el momento de su finalización, eran las quintas torres gemelas más altas de Europa.
La construcción de las torres empezó en 2011 y en abril de 2012 superaron al Hilton İzmir y se convirtieron en los edificios más altos de Esmirna. La construcción se completó en 2014. Durante su construcción, trabajaban mil personas en las obras, y una vez finalizadas, cuatro mil personas viven o trabajan allí. En febrero de 2015 abrió sus puertas la mayor galería de arte de Turquía, situada en las torres, que tiene una superficie de 800 m².